# Alona affinis
Alona affinis är en kräftdjursart som beskrevs av Franz von Leydig 1860. Alona affinis ingår i släktet Alona och familjen Chydoridae. Inga underarter finns listade i Catalogue of Life.